# 2021-es Formula–1 brit nagydíj
A brit nagydíj a 2021-es Formula–1 világbajnokság tizedik futama, amelyet 2021. július 16. és július 18. között rendeztek meg a Silverstone Circuit versenypályán, Silverstone-ban.
A versenyhétvége különlegessége, hogy a bajnokság történetében először tartják meg a sprintkvalifikációt. Ennek értelmében a megszokottól eltérő módon bonyolítják le a versenyhétvégét. Három helyett kettő szabadedzés lesz, az időmérő edzést szombatról péntekre tették át. A kvalifikáció eredménye határozza meg a sprintkvalifikáció rajtsorrendjét, amit szombaton rendeznek meg. Ennek végeredménye alapján állítják fel a rajtsorrendet a vasárnapi futamra.

## Választható keverékek
| Abroncs              | Friss | Használt |
| -------------------- | ----- | -------- |
| Kemény keverék (C1)  |       |          |
| Közepes keverék (C2) |       |          |
| Lágy keverék (C3)    |       |          |
| Átmeneti esőgumi (I) |       |          |
| Teljes esőgumi (W)   |       |          |

## Szabadedzések

### Első szabadedzés
A brit nagydíj első szabadedzését július 16-án, pénteken délután tartották meg, magyar idő szerint 15:30-tól.
| helyezés | versenyző          | csapat/motor          | elért idő | különbség | futott kör |
| -------- | ------------------ | --------------------- | --------- | --------- | ---------- |
| 1        | Max Verstappen     | Red Bull-Honda        | 1:27,035  | –         | 23         |
| 2        | Lando Norris       | McLaren-Mercedes      | 1:27,814  | +0,779    | 26         |
| 3        | Lewis Hamilton     | Mercedes              | 1:27,815  | +0,780    | 30         |
| 4        | Charles Leclerc    | Ferrari               | 1:27,828  | +0,793    | 26         |
| 5        | Valtteri Bottas    | Mercedes              | 1:27,897  | +0,862    | 30         |
| 6        | Carlos Sainz Jr.   | Ferrari               | 1:27,923  | +0,888    | 25         |
| 7        | Sebastian Vettel   | Aston Martin-Mercedes | 1:28,062  | +1,027    | 23         |
| 8        | Sergio Pérez       | Red Bull-Honda        | 1:28,163  | +1,128    | 25         |
| 9        | Daniel Ricciardo   | McLaren-Mercedes      | 1:28,211  | +1,176    | 28         |
| 10       | Esteban Ocon       | Alpine-Renault        | 1:28,415  | +1,380    | 24         |
| 11       | Pierre Gasly       | AlphaTauri-Honda      | 1:28,449  | +1,414    | 28         |
| 12       | Cunoda Júki        | AlphaTauri-Honda      | 1:28,600  | +1,565    | 29         |
| 13       | Antonio Giovinazzi | Alfa Romeo-Ferrari    | 1:28,827  | +1,792    | 26         |
| 14       | Fernando Alonso    | Alpine-Renault        | 1:28,873  | +1,838    | 24         |
| 15       | Kimi Räikkönen     | Alfa Romeo-Ferrari    | 1:29,220  | +2,185    | 27         |
| 16       | Nicholas Latifi    | Williams-Mercedes     | 1:29,227  | +2,192    | 27         |
| 17       | Mick Schumacher    | Haas-Ferrari          | 1:29,227  | +2,192    | 24         |
| 18       | Lance Stroll       | Aston Martin-Mercedes | 1:29,597  | +2,562    | 21         |
| 19       | Nyikita Mazepin    | Haas-Ferrari          | 1:29,808  | +2,773    | 23         |
| 20       | George Russell     | Williams-Mercedes     | 1:29,857  | +2,822    | 29         |

### Második szabadedzés
A brit nagydíj második szabadedzését július 17-én, szombaton délután tartották meg, magyar idő szerint 13:00-tól.
| helyezés | versenyző          | csapat/motor          | elért idő | különbség | futott kör |
| -------- | ------------------ | --------------------- | --------- | --------- | ---------- |
| 1        | Max Verstappen     | Red Bull-Honda        | 1:29,902  | −         | 23         |
| 2        | Charles Leclerc    | Ferrari               | 1:30,277  | +0,375    | 30         |
| 3        | Carlos Sainz Jr.   | Ferrari               | 1:30,507  | +0,605    | 29         |
| 4        | Esteban Ocon       | Alpine-Renault        | 1:30,707  | +0,805    | 31         |
| 5        | Sergio Pérez       | Red Bull-Honda        | 1:30,800  | +0,898    | 27         |
| 6        | Lando Norris       | McLaren-Mercedes      | 1:31.030  | +1,128    | 24         |
| 7        | Daniel Ricciardo   | McLaren-Mercedes      | 1:31,034  | +1,132    | 23         |
| 8        | Lewis Hamilton     | Mercedes              | 1:31,131  | +1,229    | 28         |
| 9        | Valtteri Bottas    | Mercedes              | 1:31,180  | +1,278    | 27         |
| 10       | Pierre Gasly       | AlphaTauri-Honda      | 1:31,188  | +1,286    | 31         |
| 11       | George Russell     | Williams-Mercedes     | 1:31,237  | +1,335    | 24         |
| 12       | Antonio Giovinazzi | Alfa Romeo-Ferrari    | 1:31,263  | +1,361    | 29         |
| 13       | Fernando Alonso    | Alpine-Renault        | 1:31,289  | +1,387    | 27         |
| 14       | Kimi Räikkönen     | Alfa Romeo-Ferrari    | 1:31,328  | +1,426    | 26         |
| 15       | Nicholas Latifi    | Williams-Mercedes     | 1:31,337  | +1,435    | 30         |
| 16       | Cunoda Júki        | AlphaTauri-Honda      | 1:31,404  | +1,502    | 32         |
| 17       | Sebastian Vettel   | Aston Martin-Mercedes | 1:31,593  | +1,691    | 34         |
| 18       | Lance Stroll       | Aston Martin-Mercedes | 1:32,041  | +2,139    | 31         |
| 19       | Nyikita Mazepin    | Haas-Ferrari          | 1:32,474  | +2,572    | 31         |
| 20       | Mick Schumacher    | Haas-Ferrari          | 1:34,017  | +4,115    | 28         |

## Időmérő edzés
A brit nagydíj időmérő edzését július 16-án, pénteken este futották, magyar idő szerint 19:00-tól.
| helyezés              | rajtszám | versenyző          | csapat/motor          | 1. rész  | 2. rész  | 3. rész  | rajthely | futott kör |
| --------------------- | -------- | ------------------ | --------------------- | -------- | -------- | -------- | -------- | ---------- |
| 1                     | 44       | Lewis Hamilton     | Mercedes              | 1:26,786 | 1:26,023 | 1:26,134 | 1        | 23         |
| 2                     | 33       | Max Verstappen     | Red Bull-Honda        | 1:26.751 | 1:26,315 | 1:26,209 | 2        | 16         |
| 3                     | 77       | Valtteri Bottas    | Mercedes              | 1:27,487 | 1:26,764 | 1:26,328 | 3        | 22         |
| 4                     | 16       | Charles Leclerc    | Ferrari               | 1:27.051 | 1:26.919 | 1:26.828 | 4        | 20         |
| 5                     | 11       | Sergio Pérez       | Red Bull-Honda        | 1:27,121 | 1:27,073 | 1:26,844 | 5        | 17         |
| 6                     | 4        | Lando Norris       | McLaren-Mercedes      | 1:27,444 | 1:27,220 | 1:26,897 | 6        | 20         |
| 7                     | 3        | Daniel Ricciardo   | McLaren-Mercedes      | 1:27,323 | 1:27,125 | 1:26,899 | 7        | 22         |
| 8                     | 63       | George Russell     | Williams-Mercedes     | 1:27,671 | 1:27,080 | 1:26,971 | 8        | 17         |
| 9                     | 55       | Carlos Sainz Jr.   | Ferrari               | 1:27,337 | 1:26,848 | 1:27,007 | 9        | 21         |
| 10                    | 5        | Sebastian Vettel   | Aston Martin-Mercedes | 1:27,493 | 1:27,103 | 1:27,179 | 10       | 15         |
| 11                    | 14       | Fernando Alonso    | Alpine-Renault        | 1:27,580 | 1:27,245 |          | 11       | 12         |
| 12                    | 10       | Pierre Gasly       | AlphaTauri-Honda      | 1:27,600 | 1:27,273 |          | 12       | 14         |
| 13                    | 31       | Esteban Ocon       | Alpine-Renault        | 1:27,415 | 1:27,340 |          | 13       | 12         |
| 14                    | 99       | Antonio Giovinazzi | Alfa Romeo-Ferrari    | 1:27,595 | 1:27,617 |          | 14       | 15         |
| 15                    | 18       | Lance Stroll       | Aston Martin-Mercedes | 1:28,017 | 1:27,665 |          | 15       | 12         |
| 16                    | 22       | Cunoda Júki        | AlphaTauri-Honda      | 1:28,043 |          |          | 16       | 10         |
| 17                    | 7        | Kimi Räikkönen     | Alfa Romeo-Ferrari    | 1:28,062 |          |          | 17       | 9          |
| 18                    | 6        | Nicholas Latifi    | Williams-Mercedes     | 1:28,254 |          |          | 18       | 8          |
| 19                    | 47       | Mick Schumacher    | Haas-Ferrari          | 1:28,738 |          |          | 19       | 10         |
| 20                    | 9        | Nyikita Mazepin    | Haas-Ferrari          | 1:29,051 |          |          | 20       | 9          |
| 107%-os idő: 1:32,823 |          |                    |                       |          |          |          |          |            |

## Sprintkvalifikáció
A brit nagydíj sprintkvalifikációja július 17-én, szombaton rajtolt, magyar idő szerint 17:30-kor.
| helyezés | rajtszám | versenyző          | csapat/motor          | futott kör | idő/kiesés oka   | rajthely | pont |
| -------- | -------- | ------------------ | --------------------- | ---------- | ---------------- | -------- | ---- |
| 1        | 33       | Max Verstappen     | Red Bull-Honda        | 17         | 25:38,426        | 2        | 3    |
| 2        | 44       | Lewis Hamilton     | Mercedes              | 17         | +1,430           | 1        | 2    |
| 3        | 77       | Valtteri Bottas    | Mercedes              | 17         | +7,502           | 3        | 1    |
| 4        | 16       | Charles Leclerc    | Ferrari               | 17         | +11,278          | 4        |      |
| 5        | 4        | Lando Norris       | McLaren-Mercedes      | 17         | +24,111          | 6        |      |
| 6        | 3        | Daniel Ricciardo   | McLaren-Mercedes      | 17         | +30,959          | 7        |      |
| 7        | 14       | Fernando Alonso    | Alpine-Renault        | 17         | +43,527          | 11       |      |
| 8        | 5        | Sebastian Vettel   | Aston Martin-Mercedes | 17         | +44,439          | 10       |      |
| 9        | 63       | George Russell     | Williams-Mercedes     | 17         | +46,652          | 8        |      |
| 10       | 31       | Esteban Ocon       | Alpine-Renault        | 17         | +47,395          | 13       |      |
| 11       | 55       | Carlos Sainz Jr.   | Ferrari               | 17         | +47,798          | 9        |      |
| 12       | 10       | Pierre Gasly       | AlphaTauri-Honda      | 17         | +48,763          | 12       |      |
| 13       | 7        | Kimi Räikkönen     | Alfa Romeo-Ferrari    | 17         | +50,677          | 17       |      |
| 14       | 18       | Lance Stroll       | Aston Martin-Mercedes | 17         | +52,179          | 15       |      |
| 15       | 99       | Antonio Giovinazzi | Alfa Romeo-Ferrari    | 17         | +53,225          | 14       |      |
| 16       | 22       | Cunoda Júki        | AlphaTauri-Honda      | 17         | +53,567          | 16       |      |
| 17       | 6        | Nicholas Latifi    | Williams-Mercedes     | 17         | +55,162          | 18       |      |
| 18       | 47       | Mick Schumacher    | Haas-Ferrari          | 17         | +1:08,213        | 19       |      |
| 19       | 9        | Nyikita Mazepin    | Haas-Ferrari          | 17         | +1:17,648        | 20       |      |
| 20       | 11       | Sergio Pérez       | Red Bull-Honda        | 16         | baleseti sérülés | 5        |      |

## Futam
A brit nagydíj futama július 18-án, vasárnap rajtol, magyar idő szerint 16:10-kor.
| helyezés | rajtszám | versenyző          | csapat/motor          | futott kör | idő/kiesés oka | rajthely | pont |
| -------- | -------- | ------------------ | --------------------- | ---------- | -------------- | -------- | ---- |
| 1        | 44       | Lewis Hamilton     | Mercedes              | 52         | 1:58:23,284    | 2        | 25   |
| 2        | 16       | Charles Leclerc    | Ferrari               | 52         | +3,871         | 4        | 18   |
| 3        | 77       | Valtteri Bottas    | Mercedes              | 52         | +11,125        | 3        | 15   |
| 4        | 4        | Lando Norris       | McLaren-Mercedes      | 52         | +28,573        | 5        | 12   |
| 5        | 3        | Daniel Ricciardo   | McLaren-Mercedes      | 52         | +42,627        | 6        | 10   |
| 6        | 55       | Carlos Sainz Jr.   | Ferrari               | 52         | +43,544        | 10       | 8    |
| 7        | 14       | Fernando Alonso    | Alpine-Renault        | 52         | +1:12,093      | 7        | 6    |
| 8        | 18       | Lance Stroll       | Aston Martin-Mercedes | 52         | +1:14,289      | 14       | 4    |
| 9        | 31       | Esteban Ocon       | Alpine-Renault        | 52         | +1:16,162      | 9        | 2    |
| 10       | 22       | Cunoda Júki        | AlphaTauri-Honda      | 52         | +1:22,065      | 16       | 1    |
| 11       | 10       | Pierre Gasly       | AlphaTauri-Honda      | 52         | +1:25,327      | 11       |      |
| 12       | 63       | George Russell     | Williams-Mercedes     | 51         | +1 kör         | 12       |      |
| 13       | 99       | Antonio Giovinazzi | Alfa Romeo-Ferrari    | 51         | +1 kör         | 15       |      |
| 14       | 6        | Nicholas Latifi    | Williams-Mercedes     | 51         | +1 kör         | 17       |      |
| 15       | 7        | Kimi Räikkönen     | Alfa Romeo-Ferrari    | 51         | +1 kör         | 13       |      |
| 16       | 11       | Sergio Pérez       | Red Bull-Honda        | 51         | +1 kör         | boxutca  |      |
| 17       | 9        | Nyikita Mazepin    | Haas-Ferrari          | 51         | +1 kör         | 19       |      |
| 18       | 47       | Mick Schumacher    | Haas-Ferrari          | 51         | +1 kör         | 18       |      |
| ki       | 5        | Sebastian Vettel   | Aston Martin-Mercedes | 40         | túlmelegedés   | 8        |      |
| ki       | 33       | Max Verstappen     | Red Bull-Honda        | 0          | baleset        | 1        |      |

## A világbajnokság állása a verseny után
| H   | Versenyzők       | Pont | H   | Konstruktőrök         | Pont |
| --- | ---------------- | ---- | --- | --------------------- | ---- |
| 1.  | Max Verstappen   | 185  | 1.  | Red Bull-Honda        | 289  |
| 2.  | Lewis Hamilton   | 177  | 2.  | Mercedes              | 285  |
| 3.  | Lando Norris     | 113  | 3.  | McLaren-Mercedes      | 163  |
| 4.  | Valtteri Bottas  | 108  | 4.  | Ferrari               | 148  |
| 5.  | Sergio Pérez     | 104  | 5.  | AlphaTauri-Honda      | 49   |
| 6.  | Charles Leclerc  | 80   | 6.  | Aston Martin-Mercedes | 48   |
| 7.  | Carlos Sainz Jr. | 68   | 7.  | Alpine-Renault        | 40   |
| 8.  | Daniel Ricciardo | 50   | 8.  | Alfa Romeo-Ferrari    | 2    |
| 9.  | Pierre Gasly     | 39   | 9.  | Williams-Mercedes     | 0    |
| 10. | Sebastian Vettel | 30   | 10. | Haas-Ferrari          | 0    |

(A teljes táblázat)

## Statisztikák
- Vezető helyen:
  - Charles Leclerc: 49 kör (1-49)
  - Lewis Hamilton: 3 kör (50-52)
- Max Verstappen 8. pole-pozíciója.
- Lewis Hamilton 99. futamgyőzelme.
- A Mercedes 119. futamgyőzelme.
- Sergio Pérez 5. versenyben futott leggyorsabb köre.
- Lewis Hamilton 172., Charles Leclerc 13., Valtteri Bottas 62. dobogós helyezése.